# Sewerby cum Marton

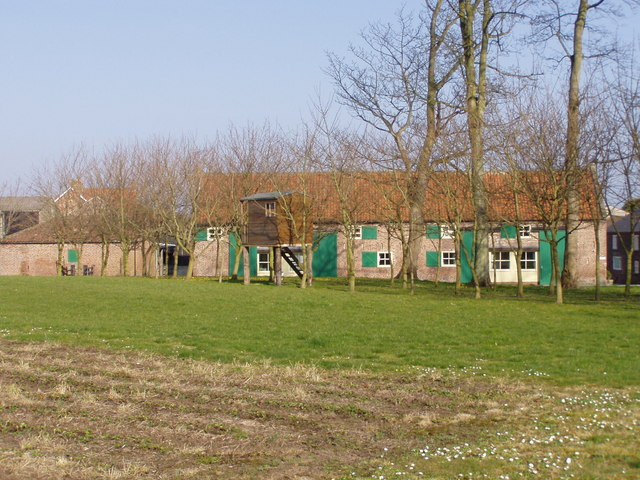
Marton

Sewerby cum Marton var en civil parish från 1866 till 1935 då den blev en del av Bridlington och Bempton, i grevskapet East Riding of Yorkshire, i England. Civil parish var belägen 20 km från Driffield och hade 383 invånare år 1931.